# Holothuria suspecta
Holothuria suspecta is een zeekomkommer uit de familie Holothuriidae.
De wetenschappelijke naam van de soort werd in 1958 gepubliceerd door Gustave Cherbonnier.